# Filibusteren
Filibusteren is het extreem lang rekken van redevoeringen, met het doel de behandeling van een wetsvoorstel te blokkeren of minstens te vertragen. Door te filibusteren is het soms mogelijk dat een minderheid in het parlement de wetsvoorstellen van de meerderheid kan blokkeren. Er wordt urenlang gesproken over onderwerpen die niet noodzakelijk te maken hebben met het onderwerp van het wetsvoorstel: soms worden zelfs telefoonboeken voorgelezen.
Het woord filibusteren is afgeleid van filibuster, de benaming voor een 19e-eeuwse ontdekkingsreiziger, die op zijn beurt afgeleid is van het Nederlandse woord vrijbuiter.
De techniek is vooral bekend van het gebruik in de Amerikaanse Senaat, waar het daadwerkelijk mogelijk is een wetsvoorstel op deze wijze tegen te houden zolang er geen gekwalificeerde meerderheid van 60 van de 100 senatoren is om een stemming af te dwingen. Het individuele record filibusteren stond op naam van de Amerikaanse senator Strom Thurmond, die in 1957 bij het bediscussiëren van een burgerrechtenwet 24 uur en 18 minuten lang aan het woord bleef. Op 1 april 2025 werd dit record verbroken door de democratische senator Cory Booker met een spreektijd van 25 uur en 5 minuten.

## Verenigde Staten

### Senaat
De techniek van het filibusteren wordt vaak gehanteerd in de Amerikaanse Senaat. Senatoren hebben het recht om zo lang te spreken als ze willen over een onderwerp naar keuze, tenzij een meerderheid van drie vijfde (60 procent) van het totale aantal senatoren (inclusief afwezige), dus normaal gesproken 60 senatoren, met een cloture motion een tijdsbeperking afdwingt voor de resterende behandeling, waardoor filibusteren geen zin meer heeft.
Belangrijke besluiten waarvoor geen uitzondering op deze regels geldt hebben door het filibusteren of de dreiging daarvan de facto een meerderheid van 60 senatoren nodig om in de Senaat te worden goedgekeurd. 

#### Uitzonderingen
Op 21 november 2013 keurde de door de Democraten gedomineerde Senaat met 52 stemmen tegen 48 een nieuwe regel goed dat voortaan een gewone meerderheid van 51 senatoren vereist is om het filibusteren te beëindigen als er dient te worden gestemd over benoemingen in de uitvoerende of de rechterlijke macht, met uitzondering van de rechters in het federaal Hooggerechtshof. Op 6 april 2017 schafte de door de Republikeinen gedomineerde Senaat deze "uitzondering op de uitzondering" af, waardoor voortaan ook voor kandidaat-rechters voor het Hooggerechtshof kan worden overgegaan tot de stemming met een gewone meerderheid. De Republikeinen schaften de drievijfdemeerderheid voor stemmingen over benoemingen van rechters in het Hooggerechtshof af omdat anders de door de Republikeinse president Donald Trump voorgedragen kandidaat-rechter Neil Gorsuch niet kon worden benoemd, daar geen 60 senatoren zijn kandidatuur steunden. Trump verklaarde via Twitter tegenstander te zijn van de praktijk van het filibusteren.

### Huis van Afgevaardigden
In het Huis van Afgevaardigden bestond tot 1842 het recht om zonder tijdslimiet te spreken, waardoor filibusteren ook in deze kamer van het Congres mogelijk was. Hierop stapte de minderheidspartij in het Huis van Afgevaardigden over op de techniek van het zogenaamde disappearing quorum. Hierbij weigerden senatoren deel te nemen aan de stemming, hoewel ze fysiek aanwezig waren in de plenaire vergaderzaal. Door deelname aan de stemming te weigeren, bestond de kans dat het quorum om tot stemming over te gaan niet werd bereikt. De minderheidspartij kon op die manier wetgeving van de meerderheidspartij blokkeren. Aan de mogelijkheid om een disappearing quorum uit te lokken kwam in 1890 een einde, toen Speaker (voorzitter) Thomas Brackett Reed de regel invoerde dat afgevaardigden die niet deelnamen aan de stemming zich onthielden en deze onthoudingen meetellen in de berekening van het quorum. Op 7 februari 2018 vestigde afgevaardigde Nancy Pelosi het record van langste toespraak in het Huis van Afgevaardigden. Ze sprak 8 uur en 7 minuten lang om steun te betuigen aan de zogenaamde Dreamers.

## België
Een soortgelijke tactiek werd in het Belgische parlement in november 2003 gebruikt om de stemming over een wetsvoorstel dat migranten gemeentelijk stemrecht zou verlenen, uit te stellen. De tegenstanders van deze wet (onder meer van het Vlaams Blok en de VLD) stelden in de Senaat zo veel mogelijk irrelevante vragen en hielden lange toespraken over zaken zoals de economische toestand in Thailand. In België wordt met een gelijkaardig doel het spreekwoord "de vis verdrinken" gebruikt.

## Hongarije
De Hongaarse politiek aan het einde van de 19e eeuw en het begin van de 20e eeuw werd decennialang verlamd door het filibusteren, met name door de oppositiepartijen. In een Hongaarse context spreekt men echter van obstructie (Hongaars: obstrukció). Regering na regering kwam door deze obstructie ten val, en de wetgeving werd hierdoor ernstig gehinderd.

## Nederland
In Nederland mogen Tweede Kamerleden in principe onbeperkte spreektijd aanvragen, maar het moet wel gaan over het onderwerp in kwestie, en de spreker mag niet in herhaling vervallen. Een meerderheid van kamerleden kan vervolgens in het kader van het Reglement van Orde besluiten de spreektijd te beperken. Dit vergt dat voldoende Kamerleden die niet constant tijdens het lange debat aanwezig zijn wel standby zijn om te komen stemmen.
In 2012 vroegen SP en PVV onevenredig veel spreektijd aan bij een debat over de verhoging van het eigen risico in de Nederlandse zorg.
In 2017 vroegen Martin van Rooijen (50PLUS) en Edgar Mulder (PVV) tientallen uren spreektijd aan voor een debat in de Tweede Kamer over de geleidelijke afbouw van de wet Hillen. Het doel was de behandeling van de wet zodanig te vertragen dat deze afbouw, gezien de lange voorbereidingstijd die de Belastingdienst hier volgens de regering voor nodig heeft, nog niet in 2019 maar pas in 2020 zou kunnen beginnen. Om 4 uur 's nachts, toen Van Rooijen zijn betoog ruim voor de afloop van zijn spreektijd afgerond had en Mulder bezig was, werd na groeiende irritatie over zijn te weinig relevante uitweidingen met 78 stemmen voor en 1 (Mulder) tegen besloten de spreektijden te verkorten.